# ACCULAR

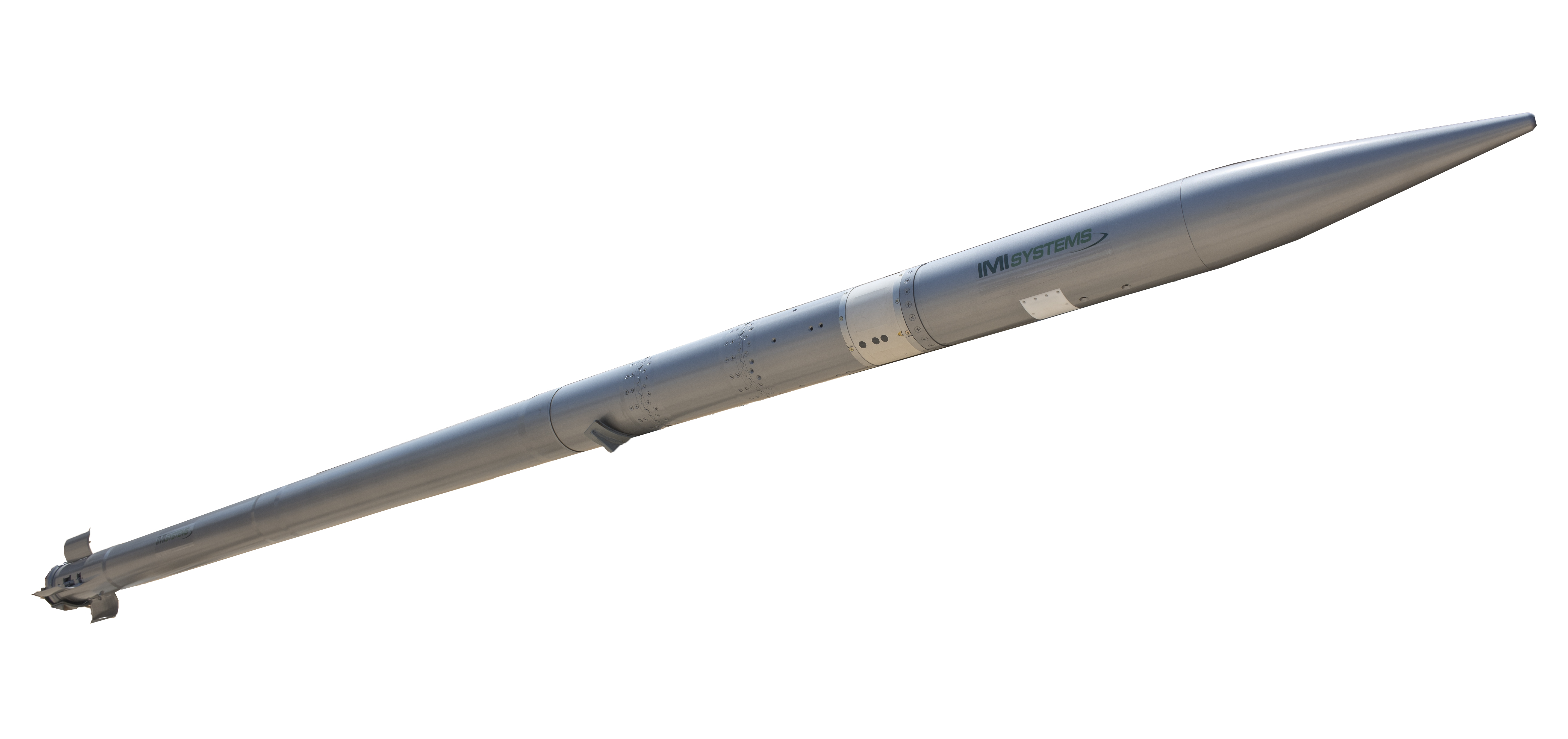
Fusée ACCULAR

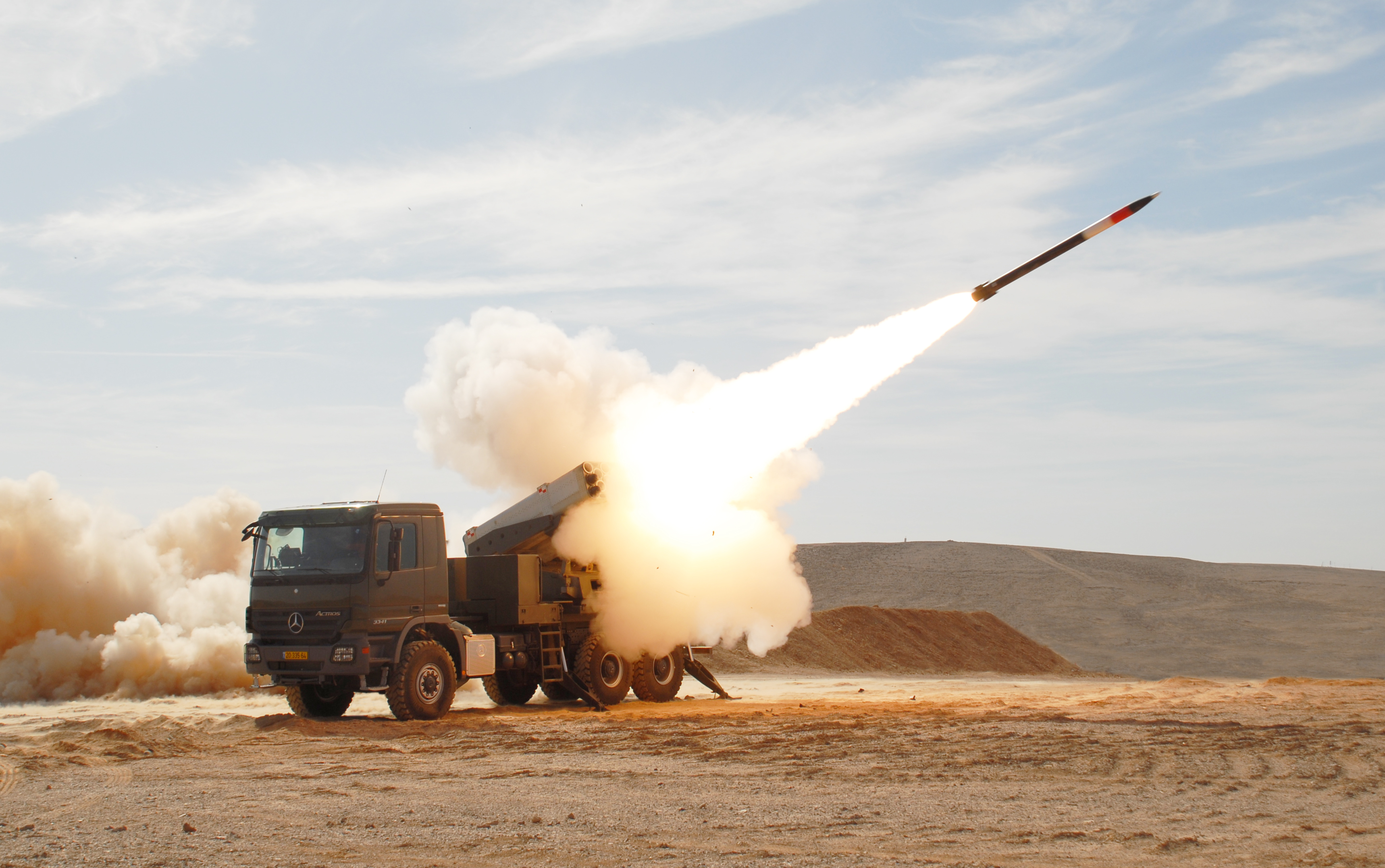
Tir d'une fusée ACCULAR

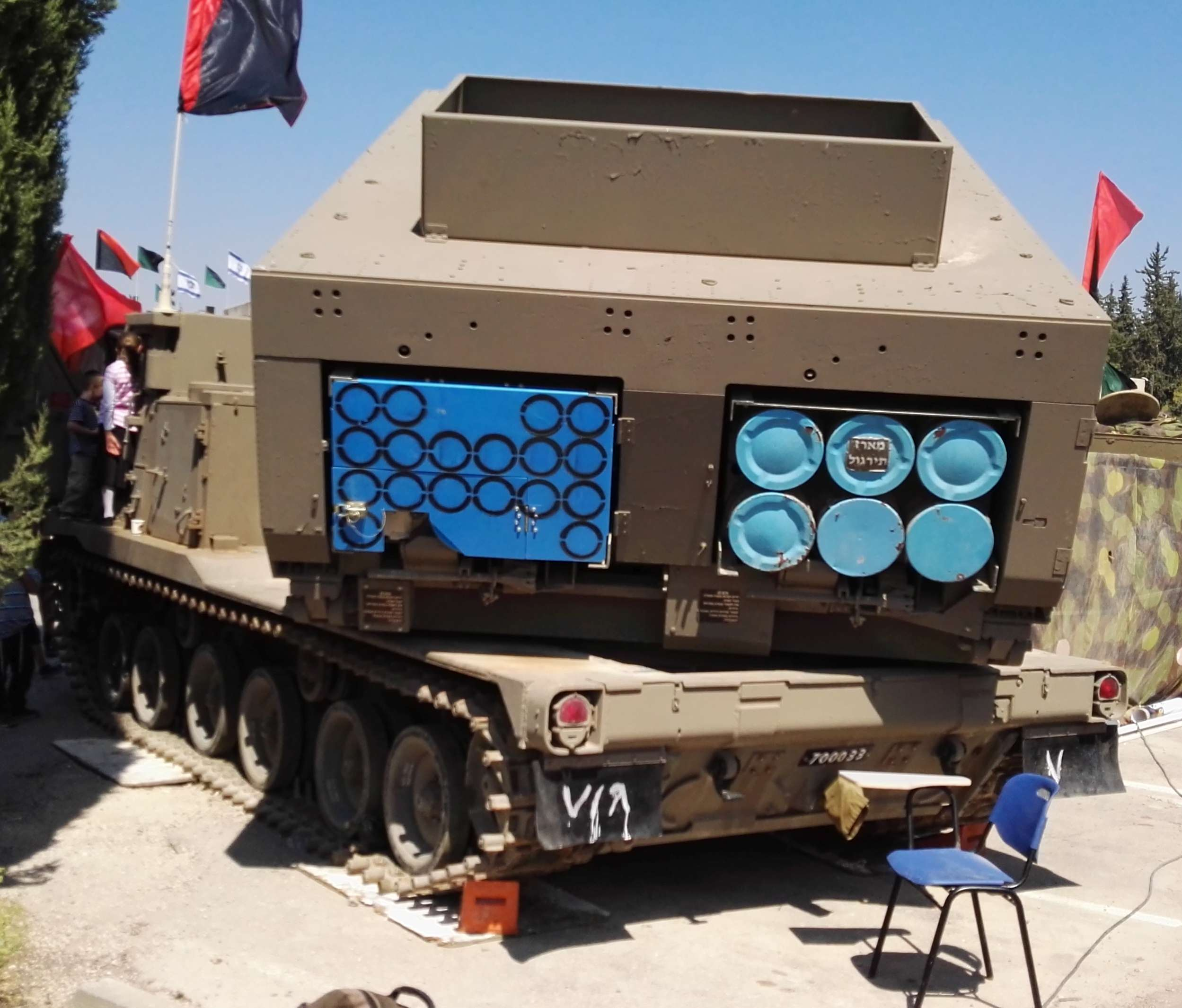
AccuLAR-122 'Romach' à gauche, roquettes M31 de 227 mm à droite sur un M270

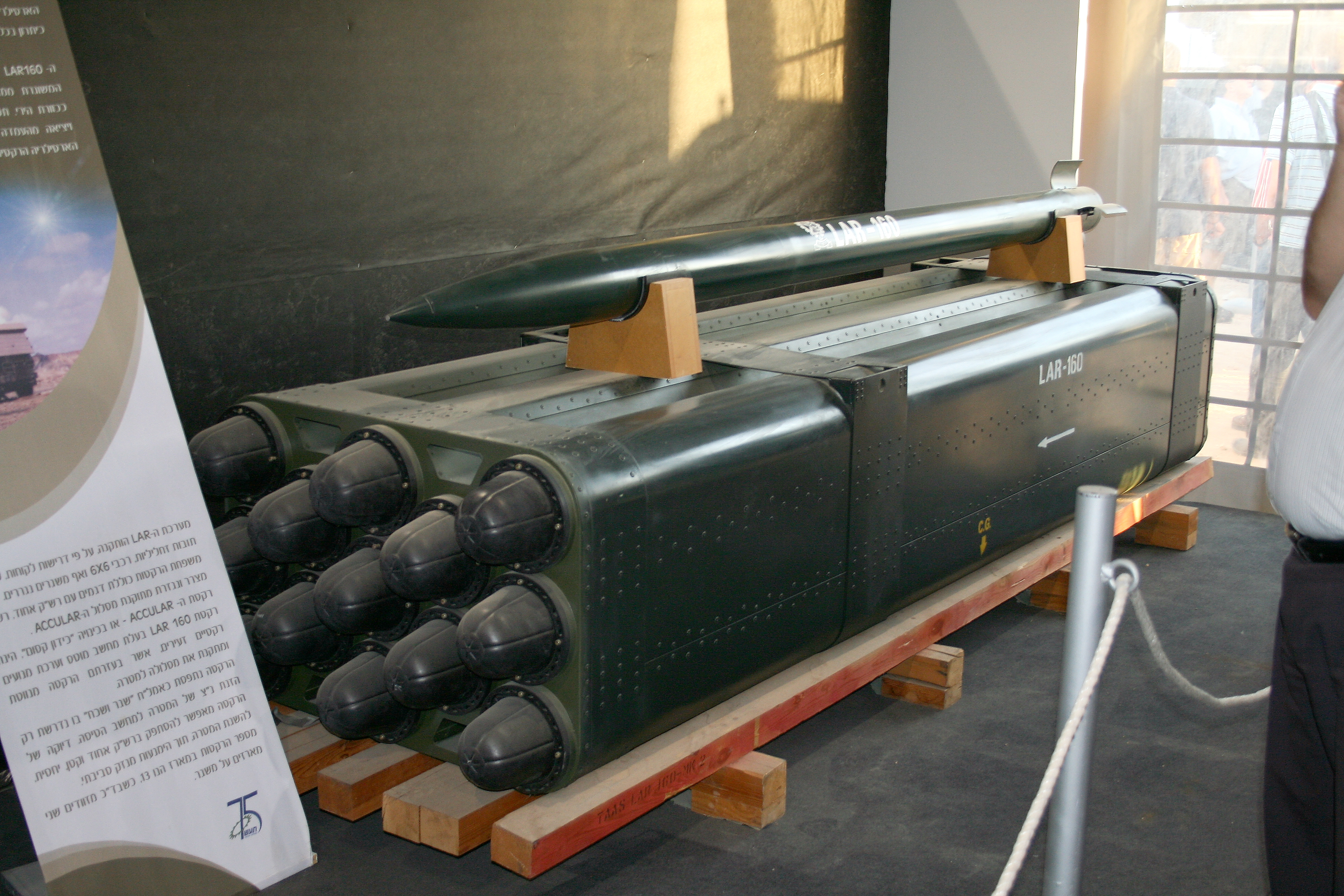
Conteneur détaché du LAR-160

ACCULAR est une famille de fusée d'artillerie (en) développée et fabriquée par Israel Military Industries (IMI) et utilisée par les forces de défense israéliennes et des clients internationaux. Elle dispose de 2 calibres différents de 122 et 160 mm avec une portée maximale de 40 km avec une ogive unitaire de 20 à 35 kg ou une ogive à fragmentation contrôlée et une précision de 10 m CEP.
Les missiles ACCULAR peuvent être lancés par le lanceur Lynx (en) d'IMI, ainsi que par une variété d'autres lanceurs disponibles.

## AccuLAR-160
AccuLAR-160 est une version guidée et un développement ultérieur du LAR-160 (en) non guidé.

## AccuLAR-122
AccuLAR-122 est en service dans l'Armée de défense d'Israël, sous le nom de Romach, avec des lanceurs M270 MLRS dédiés. Chaque lanceur peut tirer 18 roquettes en une minute.
L'AccuLAR-122 peut également être lancé depuis le Lynx (en) d'IMI. Il a une portée maximale de 35 km et une précision de 10 m ECP.

## Opérateurs militaires
- Israël
- Espagne sur les futurs SILAM (LRM)